# Свинчатка ушковидная

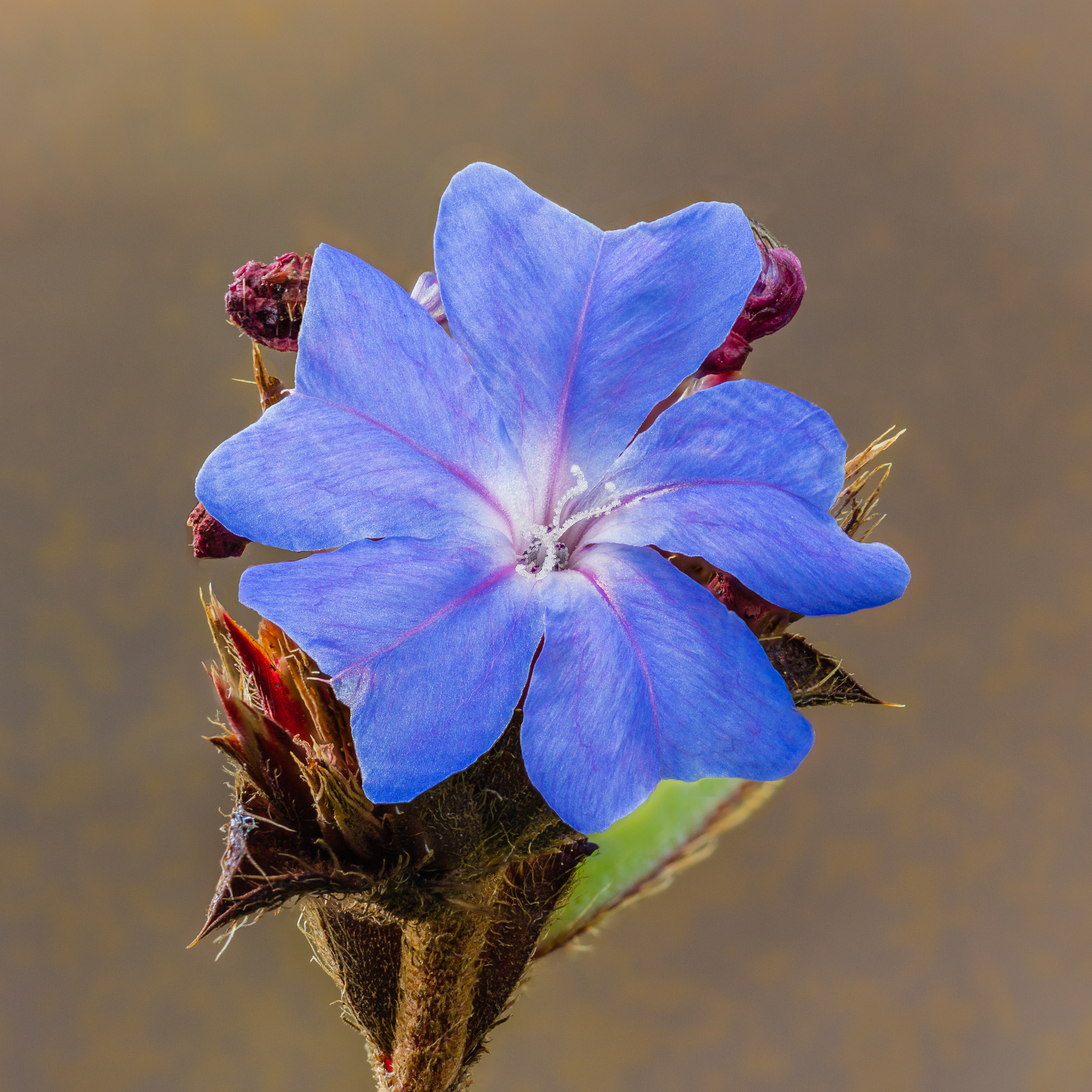
Цветок Plumbago auriculata.

Свинчатка ушковидная, или плюмбаго капское (капский), или плюмбаго ушковидное (лат. Plumbago auriculata) —  вечнозелёный кустарник, вид рода свинчатка (Plumbago) семейства Свинчатковые (Plumbaginaceae), произрастающий в Южной Африке. В литературе и интернет-источниках часто встречается под синонимичным названием Свинчатка капская (лат. Plumbago capensis).

## Таксономия
Видовой эпитет — от латинского слова auriculata — означает «с ушками» (имеется в виду форма листьев).

## Ботаническое описание
Свинчатка ушковидная — вечнозелёный вьющийся кустарник, поднимающийся до 6 м в высоту и 3 м в ширину в естественных условиях. При выращивании в качестве комнатного растения, как правило, намного меньше. Листья глянцево-зелёные до 5 см в длину. Стебли длинные, тонкие, вьющиеся. Листья чередуются 2-5 см. Лепестки цветка около 2 см шириной, могут быть бледно-голубыми, синими или фиолетовыми. Также встречаются формы с белыми лепестками (P. auriculata var. Alba) и тёмно-синими (P. auriculata 'Royal Cape') цветками. Соцветие — кисть. Чашелистики и лепестки сросшиеся с пестиком.

## Культивирование
В регионах с умеренным климатом растение можно выращивать на открытом воздухе в незамерзающих местах или в оранжереях. Лучше всего растёт на ярком солнце или в полутени. Нуждается в хорошо проветриваемой почве и свете, предпочитает кислую почву. Размножать растение можно семенами либо черенкованием.
Вид и белоцветковая форма P. auriculata f. alba оба получили награду Award of Garden Merit Королевского садоводческого общества.